# Baanwielrennen op de Paralympische Zomerspelen 2020 - Achtervolging vrouwen C5
De baanwielrennen Achtervolging vrouwen C5 tijdens de Paralympische Zomerspelen 2020 vond plaats in de Izu Velodrome, Japan. Deze klasse is voor de rensters die beperkingen hebben aan de benen, armen en/of romp, maar wel in staat zijn een standaardracefiets te gebruiken.

## Opzet competitie
De competitie begint met een kwalificatieronde waarin het een onderlinge race tussen de 6 rensters omvat; alle 9 rensters worden verdeeld in 5 heats (dus 1 heat bestaat normaliter uit 2 rensters, maar doordat er maar 9 rensters deelnamen moest de Colombiaanse renster Paula Andrea Ossa alleen rijden). De twee snelste rensters in de kwalificatie kwalificeren zich voor de gouden finale, terwijl de derde en vierde snelste zich kwalificeren voor de de bronzen finale, waar ze tegen elkaar zullen racen. De afstand van dit evenement bedraagt 3 km. Zowel de finales als de kwalificatieronde werden op één dag verreden.

## Uitslag

### Kwalificatie
| # | Heat | renster | renster               | tijd     | tijd   |
| - | ---- | ------- | --------------------- | -------- | ------ |
| 1 | 5    | GBR     | Sarah Storey          | 3:27.057 | GF, WR |
| 2 | 4    | GBR     | Crystal Lane-Wright   | 3:35.061 | GF     |
| 3 | 3    | FRA     | Marie Patouillet      | 3:38.088 | BF     |
| 4 | 5    | NZL     | Nicole Murray         | 3:45.010 | BF     |
| 5 | 3    | RPC     | Alina Punina          | 4:01.898 |        |
| 6 | 1    | COL     | Paula Andrea Ossa     | 4:07.826 |        |
| 7 | 4    | ARG     | Mariela Delgado       | 4:07.960 |        |
| 8 | 2    | NED     | Caroline Groot        | 4:18.095 |        |
| 9 | 2    | BRA     | Ana Raquel Montenegro | 4:43.704 |        |

### Gouden finale
| #      | renster | renster                 | tijd |
| ------ | ------- | ----------------------- | ---- |
| Goud   | GBR     | Sarah Storey            |      |
| Zilver | GBR     | Crystal Lane-Wright OVL |      |

### Bronzen finale
| #     | renster | renster          | tijd     |
| ----- | ------- | ---------------- | -------- |
| Brons | FRA     | Marie Patouillet | 3:39.233 |
| 4     | NZL     | Nicole Murray    | 3:44.482 |